# Max Streib
Max Streib (* 20. Dezember 1912; † 1. November 1989) war ein Schweizer Handballspieler.

## Leben
Streib gehörte zum Aufgebot der Schweizer Handballnationalmannschaft bei deren 1. Länderspiel. Bei den Olympischen Spielen 1936 in Berlin gewann er mit der Mannschaft die Bronzemedaille und absolvierte dabei alle fünf Spiele.